# Forêt de Dreuille
La forêt domaniale de Dreuille est un massif forestier français de 1350 hectares, situé dans l'Ouest du département de l'Allier, en région Auvergne-Rhône-Alpes. Elle est rattachée aux communes de Tortezais, Vieure, Buxières-les-Mines et Cosne-d'Allier. Son identifiant national est 830005408, et son matricule de l'Office national des forêts F00986X.
Intégrant dans sa partie ouest l'étang de la Grande Bruyère, la forêt de Dreuille s'élève à une altitude située entre 241 et 309 mètres ; elle est traversée par deux rivières affluentes de l'Aumance, ainsi que par les routes départementales D 11 et D 22. Elle abrite un siège de l'ONF et une maison forestière.

## Histoire
Dans l'Antiquité, à l'époque des Gaulois, la région était bien plus boisée qu'aujourd'hui ; l'actuelle forêt de Dreuille faisait partie, comme la forêt de Tronçais, d'une vaste étendue boisée qui s'étendait de Moulins à Bourges, de la vallée de l'Allier à la vallée du Cher. En partie défrichée au Moyen Âge, elle appartient à cette époque aux ducs de Bourbons, avant d'être rattachée à l'État jusqu'à aujourd'hui. Elle est une zone de chasse à courre depuis des siècles.
Actuellement gérée par l'ONF, la forêt attire les touristes et les randonneurs par sa diversité géographique et biologiques, présentant notamment un important intérêt ornithologique, avec la présence et la nidification de l'aigle botté et du faucon hobereau, espèces incluses sur la liste rouge régionale.

## Description générale
Partagée en surface entre plateaux, plaines, vallées et cours d'eau, au relief légèrement vallonné et au sol reposant sur des arkoses et des limons, la forêt de Dreuille est principalement composée de chênes, comme couramment dans la région.
La chênaie-charmaie (une forêt ou partie d'une forêt composée surtout de chênes et de charmes), favorisée par les limons, domine, tandis que les chênaies-acidiphiles, en minorité, occupent les sols plus superficiels ou argileux, avec dans ce cas une tendance hydromorphe. Des pinèdes de pins sylvestres et de diverses plantations, principalement résineuses, complètent le massif, ainsi que les jeunes fourrés en stade de régénération. La forêt comporte deux petits cours d'eau ainsi qu'un lac, l'étang de la Grande Bruyère.
Ce massif constitue un refuge important pour la faune dans un contexte de plaine ouverte, et abrite de nombreuses espèces animales, notamment des rapaces diurnes et plusieurs espèces de pics, comme le pic noir ou le pic mar.

## Châteaux historiques liés
La forêt de Dreuille comprend plusieurs sentiers de randonnées, dont certains passent par plusieurs châteaux, bâtis à des époques diverses et situés sur le territoire de la forêt de Dreuille. On peut citer notamment :

### Le château de la Chaussière
Le château de la Chaussière a été construit dans la forêt historique entre 1876 et 1878 dans un style mêlant néo-gothique et néo-Renaissance. Il est composé d'un corps de bâtiment unique, allongé, avec la partie sud-ouest légèrement élargie, et l'abside pentagonale de la chapelle, à l'opposé, sur la partie gauche de la façade latérale. Sur la façade principale, une échauguette forme l'angle avec la façade latérale. Elle se termine en encorbellement et est coiffée d'un toit en poivrière. Le parti décoratif adopté pour la façade est le même que celui des châteaux dits "Louis XIII", un jeu tricolore entre la brique, la pierre et l'ardoise. La partie droite de cette façade est occupée en son rez-de-chaussée par la chapelle. L'abside s'orne d'un balcon aux balustres séparés par des arcs gothiques. Aux quatre angles supérieurs de ce balcon s'élèvent quatre pinacles, et aux quatre angles inférieurs quatre gargouilles. Cette demeure est un pastiche à la fois du style gothique et du style Louis XIII, un témoignage de l'architecture romantique en Bourbonnais. Le château et ses dépendances sont privés et protégés ; aucune partie ne se visite.

### Le château de la Salle
Le château de la Salle, également placé sur une ancienne zone forestière, remonte au XIVe siècle, avec la mention de « l'hostel et la motte de la Salle ». L'ancien château fut remplacé par une autre construction, ainsi que nous l’apprend une charte du duc de Bourbon datée de 1473. D’après cet acte, le châtelain de La Chaussière devait faire « bailler et délivrer à notre amé et féal escuyer, Janot de la Salle, seigneur de Vieure (Jehan de Vieure, dit de la Salle), jusque au nombre de mille charretées de pierres…, donnons et octroyons par ces présentes pour lui aider à bastir et edifier ung hostel au lieu de Vieure ». Jehan de la Salle était un personnage important, familier du roi de Sicile. En 1503, la seigneurie est passée aux mains de l'écuyer Jehan Fouchier, qui rend foi et hommage, à madame la duchesse de Bourbon. En 1509, Nicolas de Nicolay décrit La Salle comme « un beau et grand chasteau fort auquel sont attachées haute, moyenne et basse justice ». Le château est de structure médiévale du XIVe siècle ; il fut agrandi vers 1875, probablement par l'architecte Moreau. La partie nord (donjon rectangulaire et tours rondes d'angles) fut conservée tandis que les ailes en retour furent dotées de nouveaux percements et de nouvelles toitures. Pour les relier, une autre aile fut édifiée, flanquée d'une tour carrée de style néo-gothique et néo-Louis XIII.

### Le château de Ditière
Le château de Ditière, qui fut aussi appelé Guittière, ce qui signifie « d'où l'on guette ». Le château, situé en bordure de la forêt de Dreuille, a conservé ses tours de la fin du XIIe siècle, ainsi que ses douves. Les bâtiments actuels sont d'époque récente ; un écusson porterait la date de 1586, indiquant plusieurs phases de reconstruction.